# Kurier Grudziądzki
Kurier Grudziądzki – miesięcznik samorządowy miasta Grudziądza, który ukazuje się od 1 maja 2004 jako biuletyn informacyjny Prezydenta i Rady Miasta Grudziądza. Redagowany jest przez biuro prasowe Urzędu Miasta Grudziądza. Pomysłodawcą samorządowej gazety był ówczesny prezydent Andrzej Wiśniewski. W latach 2004–2007 ukazywał się w odstępie dwóch tygodni.
Zawiera informacje o bieżących wydarzeniach miejskich, sprawozdania z posiedzeń Rady Miasta oraz zapowiada imprezy i uroczystości miejskie. Rozpowszechniany bezpłatnie. Dostępny jest też w wersji elektronicznej na stronie internetowej miasta.
Wydawany przez Gospodarstwo Pomocnicze "IT PRESS" przy Miejskim Ośrodku Rekreacji Wypoczynku. Na przestrzeni lat drukowany przez Drukarnię Księży Werbistów w Górnej Grupie, Offsetdruki Media, Drukarnię Folarex w Elblągu, obecnie przez Zakłady Graficzne w Tczewie. Wydawany w liczbie 15 tysiącach egzemplarzy.
31 grudnia 2018 prezydent miasta Grudziądza Maciej Glamowski, w związku koncepcją nowej polityki informacyjnej miasta, podjął decyzję, że biuletyn samorządowy nie będzie wydawany w dotychczasowym kształcie, jednakże we wrześniu 2019 roku miesięcznik samorządowy został reaktywowany pod nową nazwą "Nasz Kurier Grudziądzki. Pokochaj Grudziądz".
Redaktorami naczelnymi byli: Anna Lemańska (2004-2007), Rafał Chylewski (2007-2008), Paweł Knapik (2008-2009), Tomasz Miks (2009), Magdalena Jaworska-Nizioł (2009-2018) i Beata Adwent (2018-2021).